# أوجست شلينبرج
أوجست شلينبرج هو ممثل كندي، ولد في 25 يوليو 1936 بمونتريال في كندا، وتوفي في 15 أغسطس 2013 بدالاس في الولايات المتحدة بسبب سرطان الرئة.

## أعمال

### أفلام
- (1993) إطلاق سراح ويلي[6][7]
- (1995) إطلاق سراح ويلي 2
- (1997)  الإنقاذ
- (2005) العالم الجديد[8]

## وصلات خارجية
- أوجست شلينبرج على موقع IMDb (الإنجليزية)
- أوجست شلينبرج على موقع ألو سيني (الفرنسية)
- أوجست شلينبرج على موقع أول موفي (الإنجليزية)
- أوجست شلينبرج على موقع قاعدة بيانات الأفلام السويدية (السويدية)
- أوجست شلينبرج على موقع إن إن دي بي (الإنجليزية)
- أوجست شلينبرج على موقع قاعدة بيانات الفيلم (الإنجليزية)
- أوجست شلينبرج على موقع كينوبويسك (الروسية)